# Гремящий (эсминец, 1990)
«Гремящий» (до 2007 года — «Безудержный») — 14-й эскадренный миноносец проекта 956 «Сарыч» (код НАТО — «Sovremenny class destroyer»).

## История строительства
Заложен на заводе № 190 им. А. А. Жданова 24 февраля 1987 года, спущен 30 сентября 1989 года. На период строительства был включён в состав 13-й бригады строящихся и ремонтирующихся кораблей (13 брстремк) Ленинградской военно-морской базы. Крёстная мать корабля — Людмила Шрамко. Прошёл заводские ходовые испытания с 15 февраля по 19 марта 1991 года, государственные испытания с 19 марта, в период испытаний кораблём за 39 суток была пройдена 1801 морская миля, на период испытаний включён в состав 76-й бригады ракетных кораблей 12-й дивизии ракетных кораблей с базированием на Лиепайскую военно-морскую базу, куда корабль и прибыл 19 июля.
Принят флотом 25 июня 1991 года и 11 июля эсминец вступил в состав ВМФ, 12 июля на корабле был поднят военно-морской флаг СССР.

## Служба
Совершая переход к месту несения службы на Северный флот, «Безудержный» зашёл в Балтийск 30 июля 1991 года, а 30 октября прибыл в Североморск. Эсминец включён в состав 43-й дивизии ракетных кораблей 7-й оперативной эскадры 14 ноября 1991 года. 11 декабря корабль прибыл в Видяево для охранения ТАКР «Адмирал Советского Союза Кузнецов».
5 июля 1992 года участвовал в совместном учении с отрядом американских кораблей в Баренцевом море.
С 26 по 31 мая 1993 года эсминец «Безудержный» под флагом вице-адмирала В. А. Порошина посетил с официальным визитом порт Нью-Йорк для празднования 50-летия Битвы за Атлантику, после чего участвовал в совместных российско-американских военно-морских учениях. 16 июня возвратился в Североморск. По итогам 1993 года, получил Приз Главнокомандующего ВМФ «за артиллерийскую стрельбу».
С 1994 года шефство над кораблем взяла на себя администрация Челябинская область, которая стала оказывать финансовую помощь кораблю и членам экипажа, а к знаменательным датам, в том числе ко Дню Военно-Морского Флота команда получила ценные подарки и денежные премии. 8 октября эсминец был поставлен в ремонт на судоремонтный завод № 35 (Роста) для замены трубок на 3 и 4 котлах. 15 ноября того же года «Безудержный» был зачислен в состав 56-й бригады эсминцев 7-й оперативной эскадры и 26 декабря перешёл в Североморск.
10 мая 1995 года «Безудержный» участвовал в Параде Победы в Мурманске.
С 9 по 11 сентября 1996 года обеспечивал проведение стрельб ПЛ К-157.
14 апреля 1997 года эсминец выходил в море для комплексной проверки боеготовности.
В 1998 году был выведен в резерв 2-й категории из-за необходимости замены трубок на всех котлах, докования и замены ДГ.
Для обеспечения охраны и обороны корабля был введён нештатный взвод морской пехоты из числа личного состава экипажа.
Эсминец «Безудержный» стал первым кораблем, флаг которого освятила Православная Церковь.
В 2007 году был переименован в эсминец «Гремящий».
Доброй традицией стали поездки делегаций Челябинской области на эсминец и встречи моряков подшефного корабля с губернатором Челябинской области П. И. Суминым и молодёжью Челябинска. Лучшие призывники из области отправляются служить на «Гремящий». В 2008 году на корабле проходили службу около 50 человек, за все годы шефства здесь отслужили около 300 южноуральцев. По словам офицеров, челябинцы отличаются сплоченностью, обязательностью, дисциплинированностью. В 2002 году при Совете ветеранов ВМФ Челябинской области создана секция моряков, служивших на эсминце. Руководителем её избран участник Великой Отечественной войны, почётный матрос эсминца «Безудержный» В. Д. Завёрткин. Дружеские отношения сложились между членами экипажа и челябинским поэтом и композитором О. В. Кульдяевым. В 2001 году он написал песню «Родной „Безудержный“», а через шесть лет — «Марш эсминца „Гремящий“», ставший новым гимном корабля.
К 2012 году эсминец не выходил в открытое море с 1997 года, и 1 декабря на нём был спущен Военно-морской флаг.
В апреле 2016 года был объявлен утилизационный тендер от Минобороны РФ.

## Известные командиры
- С апреля 1990 года — капитан 2-го ранга Цвик, Игорь Григорьевич
- С февраля 1992 года — капитан 2-го ранга Солдатов, Михаил Юрьевич
- С августа 1996 года — капитан 2-го ранга Шигин, Сергей Николаевич (затем капитан 1-го ранга)
- С 2001 по 2002 год — капитан 1-го ранга Жуга, Сергей Юрьевич
- С 2007 по январь 2012 года — гвардии капитан 2-го ранга (затем капитан 1-го ранга[уточнить]) Набока, Андрей Валерьевич
- С 2012 по май 2018 года — гвардии капитан 2-го ранга[уточнить]) Зайшлый Алексей Анатольевич

## Бортовые номера
В ходе службы эсминец сменил ряд следующих бортовых номеров
- 1991 год — № 682
- 1992 год — № 444
- 1993 год — № 435
- 1994 год — № 406